# Agrochola cinnamomea
Agrochola cinnamomea är en fjärilsart som beskrevs av Fuchs 1903. Agrochola cinnamomea ingår i släktet Agrochola och familjen nattflyn. Inga underarter finns listade i Catalogue of Life.